# Ringe Bibliotek
Ringe Bibliotek er et folkebibliotek i Faaborg-Midtfyn Kommune.
Biblioteket består dels af det tidligere rådhus i Ringe, som blev omdannet til bibliotek i 1978, og af en ny bygning fra 2004, hvor hele biblioteket blev renoveret.
På biblioteket er der løbende udstillinger og arrangementer.

## Ekstern kilde/henvisning
- Faaborg-Midtfyn Bibliotekerne
- Arrangementer på Ringe Bibliotek Arkiveret 5. november 2012 hos  Wayback Machine (KultuNaut)

| Bogstak | Spire Denne biblioteksrelaterede artikel er en spire som bør udbygges. Du er velkommen til at hjælpe Wikipedia ved at udvide den. |

55°14′13.73″N 10°28′44.41″Ø / 55.2371472°N 10.4790028°Ø